# Yves Herbet
Yves Herbet (ur. 17 sierpnia 1945 w Villers-Cotterêts, zm. 28 czerwca 2024) – francuski piłkarz występujący na pozycji pomocnika oraz trener.

## Kariera klubowa
Zawodową karierę rozpoczynał w sezonie 1963/1964 w pierwszoligowym klubie CS Sedan. W debiutanckim sezonie pełnił tam rolę rezerwowego, ale od początku następnego stał się jego podstawowym graczem. W 1965 roku dotarł z klubem do finału Pucharu Francji, gdzie Sedan uległ jednak zespołowi Stade Rennais. W Sedanie Herbet grał przez 5 lat. W tym czasie rozegrał tam 147 ligowych spotkań i zdobył w nich 24 bramki.
W 1968 roku odszedł do belgijskiego Anderlechtu. Spędził tam jeden sezon, w ciągu którego zagrał w 22 meczach ligowych (1 gol), a także zajął z klubem 4. miejsce w klasyfikacji końcowej ligi belgijskiej. W 1969 roku powrócił do Francji, gdzie został zawodnikiem Red Star 93. Tam również grał przez jeden sezon, a w 1970 roku podpisał kontrakt ze Stade de Reims. Jego barwy reprezentował kolejne półtora roku.
Zimą 1971 roku przeszedł do AS Nancy. Od czasu debiutu był tam podstawowym graczem. W sezonie 1973/1974 zajął z klubem 18. miejsce w lidze i spadł z nim do drugiej ligi. Wówczas odszedł do innego drugoligowca – Olympique Avignon. W sezonie 1974/1975 awansował z nim do pierwszej ligi, jednak w następnym jego klub powrócił do drugiej ligi. W Olympique spędził jeszcze dwa sezony. W 1978 roku został graczem również drugoligowego FC Martigues, gdzie w 1980 roku zakończył karierę.

## Kariera reprezentacyjna
Herbet jest byłym reprezentantem Francji. W drużynie narodowej zadebiutował w 1965 roku. Rok później został powołany do kadry na mistrzostwa świata, z których jego reprezentacja odpadła po fazie grupowej. W reprezentacji grał do 1971 roku. W sumie rozegrał w niej 16 spotkań i zdobył jedną bramkę.

## Kariera trenerska
Po zakończeniu kariery piłkarskiej, Herbet został trenerem. Jego pierwszym klubem było drugoligowe FC Martigues. Trenował je przez dwa sezony, w ciągu których najwyższą pozycją zajętą w lidze była dziesiąta. W 1982 roku przeszedł do innego drugoligowca – Le Havre AC. Spędził tam sezon 1982/1982, w którym zajął z klubem 5. miejsce w lidze. W latach 1983–1985 był szkoleniowcem również drugoligowego FC Sète. W 1985 roku ponownie został trenerem FC Martigues, nadal grającego w drugiej lidze. Pracował tam kolejne trzy lata. W 1988 roku objął stanowisko trenera Dijon FCO (II liga), które trenował przez dwa sezony, a najlepszym miejscem wywalczonym z klubem było 6. w sezonie 1989/1990.
W 1995 roku, po pięciu latach przerwy powrócił do roli trenera. Został wówczas szkoleniowcem trzecioligowego SO Châtellerault, w którym pracował przez kolejny rok. W 1998 roku po raz trzeci w karierze rozpoczął pracę jako trener w FC Martgiues. W 1999 roku podpisał kontrakt z marokańskim FUS de Rabat. W 2001 roku wywalczył z nim wicemistrzostwo Maroka, a rok później dotarł z klubem do drugiej rundy Afrykańskiego Pucharu Konfederacji. W 2003 roku został trenerem reprezentacji Bahrajnu. W tym samym roku powrócił do Francji, gdzie objął stanowisko szkoleniowca czwartoligowego Stade Beaucairois. Jego kolejnym klubem był trzecioligowy Angers SCO, a od 2004 roku trenował zespoły amatorskie takie jak O. Barbentane, ES Apt oraz FC Tarascon.